# Müller-Thurgau
Müller-Thurgau er en hvidvinsdrue, som er en krydsning mellem Riesling og Madeleine Royale, skabt i 1882. Den er tidligere kaldt Rivaner. Druen modner tidligt og giver stort udbytte, men er meget sårbar over for vinskimmel og andre sygdomme. Müller-Thurgau har et lavt syreindhold og er blød og rund. Det er en af de mest dyrkede druesorter i Tyskland, men spiller også en stor rolle i Østrig, Tjekkiet, Slovenien, Ungarn og Luxembourg.